# Triodontonyx ukerewensis
Triodontonyx ukerewensis is een keversoort uit de familie bladsprietkevers (Scarabaeidae). De wetenschappelijke naam van de soort is voor het eerst geldig gepubliceerd in 1921 door Moser.